# Poplarville
Poplarville é uma cidade localizada no estado americano de Mississippi, no Condado de Pearl River.

## Demografia
Segundo o censo americano de 2000, a sua população era de 2601 habitantes.
Em 2006, foi estimada uma população de 2782, um aumento de 181 (7.0%).

## Geografia
De acordo com o United States Census Bureau tem uma área de
10,0 km², dos quais 10,0 km² cobertos por terra e 0,0 km² cobertos por água. Poplarville localiza-se a aproximadamente 97 m acima do nível do mar.

## Localidades na vizinhança
O diagrama seguinte representa as localidades num raio de 36 km ao redor de Poplarville.